# チーム・ピクニック・ポストNL
チーム・ピクニック・ポストNL（Team Picnic PostNL）はオランダに本拠地を置く自転車ロードレースのUCIワールドチーム（2013年より）である。

## 概要
チームの発足は2005年で、世界有数の自転車部品メーカーであるシマノがオランダの自転車ロードレース・チーム「メモリーコープ(Memory Corp)」に資本参加し、既存の全日本実業団自転車競技連盟登録チーム「シマノレーシング」と「メモリーコープ」を合併させて「シマノ・メモリーコープ」を設立したことによる。
翌2006年、電動工具メーカーのスキルがスポンサーとなり、チーム名を「スキル・シマノ」とした。
スキル・シマノは設立母体の片方が全日本実業団チームであった為、設立時より日本人選手を数多く所属させており、日本を含むアジア地域とヨーロッパで並行して活動した。しかしこの体制は2008年限りで終了となり、2009年からチームはヨーロッパを主な活動の場とするプロフェッショナルコンチネンタルチームの「スキル・シマノ」と、日本を含むアジアで活動するUCIコンチネンタルチームの「シマノレーシング」に分割された。
2009年にはワイルドカードにてツール・ド・フランスに初出場。当時在籍していた別府史之が同レース初出場を果たした。
2011年、土井雪広以外の日本人選手は全て「シマノレーシング」所属となった。
2011年限りでスキルが撤退したため、2012年シーズン初頭は、新たなメインスポンサーが決定するまでの間チーム名はチーム理念をあらわす言葉(*Team spirit *inspiration *integrity *improvement *innovation)の頭文字に由来する仮称「プロジェクト・1t4i」に変更になった。そして3月30日、2012年シーズンの正式チーム名が「アルゴス・シマノ」になると発表された。
2013年には日本人選手は全員移籍し、残ったアジア人はジ・チェンとジン・ヤンドンのみとなった。
2014年、アルゴスがスポンサーから撤退し、チーム名はチーム・ジャイアント＝シマノとなった。
2015年、ドイツの育毛シャンプーメーカー、「アルペシン」が新たなスポンサーとなり、チーム国籍もオランダからドイツに変更。チーム・ジャイアント＝アルペシンとなった。
2017年、2015年からサブスポンサーに加わっていたオランダの企業サンウェブがメインスポンサーとなり、チーム名はチーム・サンウェブとなった。
2021年より、総合化学メーカーのDSM社がタイトルスポンサーとなり、チーム名はチームDSMとなる。
2023年、タイトルスポンサーであるDSM社がフィルメニッヒ社と合併し新会社であるdsm-firmenich社が発足したため、シーズン中にチーム名もDSM・フィルメニッヒへと変更された。UCIコードはDSMを継続して使用。（合併後の"dsm"表記は全て小文字が正式な表記）

## 主な実績

### 2015年
- ミラノ～サンレモ 優勝 ジョン・デゲンコルブ
- バスク一周 区間優勝 トム・デュムラン(第6ステージ・個人タイムトライアル)
- パリ・ルーベ 優勝 ジョン・デゲンコルブ
- ツール・ド・スイス 区間優勝 トム・デュムラン(プロローグ、第9ステージ・個人タイムトライアル)
- オーストリア選手権 優勝 ゲオルグ・プライドラー(個人タイムトライアル)
- ツール・ド・フランス 区間優勝 シモン・ゲシュケ（第17ステージ）
- ツール・ド・ポローニュ 区間優勝 マルセル・キッテル(第1ステージ)
- ブエルタ・ア・エスパーニャ 区間優勝 トム・デュムラン（第9,17(ITT)ステージ）、ジョン・デゲンコルブ(第21ステージ)

### 2016年
- ジロ・デ・イタリア 区間優勝 トム・デュムラン(第1ステージ)、ニキアス・アルント(第21ステージ)
- オランダ選手権 優勝 トム・デュムラン(個人タイムトライアル)
- ツール・ド・フランス 区間優勝 トム・デュムラン（第9,13(ITT)ステージ）

### 2017年
- カデル・エヴァンス・グレートオーシャン・ロードレース　優勝　ニキアス・アルント
- ブエルタ・アル・パイス・バスコ　区間優勝 マイケル・マシューズ（第1ステージ）
- ジロ・デ・イタリア  総合優勝　トム・デュムラン（第10,14ステージ優勝）
- ハンマー・シリーズ リンブルフ　区間優勝（第3ステージ・ハンマーチェイス）
- クリテリウム・デュ・ドーフィネ　区間優勝 フィル・バウハウス（第5ステージ）
- ツール・ド・スイス　区間優勝 マイケル・マシューズ（第3ステージ）
- オランダ選手権　優勝　ラモン・シンケルダム（ロード）、トム・デュムラン（個人タイムトライアル）
- オーストリア選手権　優勝　ゲオルク・プライドラー（個人タイムトライアル）
- ツール・ド・フランス
  -  ポイント賞　マイケル・マシューズ（第14,16ステージ優勝）
  -  山岳賞、 スーパー敢闘賞　ワレン・バルギル（第13,18ステージ優勝）
- ビンクバンク・ツアー  総合優勝　トム・デュムラン
- 世界選手権　優勝（チームタイムトライアル）

### 2018年
- アブダビ・ツアー　区間優勝　フィル・バウハウス（第3ステージ）
- ツール・ド・ロマンディ　区間優勝　マイケル・マシューズ（プロローグ・個人タイムトライアル）
- ジロ・デ・イタリア　総合2位　トム・デュムラン（第1ステージ優勝・個人タイムトライアル）
- ツール・ド・スイス　区間優勝　ソーレンクラーク・アンデルセン（第6ステージ）
- ツール・ド・フランス　総合2位　トム・デュムラン（第20ステージ優勝・個人タイムトライアル）
- ビンクバンク・ツアー　区間優勝　マイケル・マシューズ（第7ステージ）
- グランプリ・シクリスト・ド・ケベック　優勝　マイケル・マシューズ
- グランプリ・シクリスト・ド・モントリオール　優勝　マイケル・マシューズ

### 2019年
- ツアー・ダウンアンダー　 ヤングライダー賞　クリス・ハミルトン（英語版）
- ティレーノ〜アドリアティコ　 ヤングライダー賞　サム・オーメン（英語版）
- ボルタ・ア・カタルーニャ  ポイント賞　マイケル・マシューズ（第2,6ステージ優勝）
- ジロ・デ・イタリア　区間優勝　チャド・ヘイガ（第21ステージ・個人タイムトライアル）
- ブエルタ・ア・エスパーニャ　区間優勝　ニキアス・アルント（第8ステージ）
- グランプリ・シクリスト・ド・ケベック　優勝　マイケル・マシューズ

### 2020年
- パリ〜ニース
  -  ポイント賞 ティシュ・ベノート（第6ステージ優勝）
  - 区間優勝　セーアン・クラーウアナスン（第4ステージ・個人タイムトライアル）
- ブルターニュ・クラシック・ウエスト＝フランス 優勝 マイケル・マシューズ
- ツール・ド・フランス 区間優勝 マルク・ヒルシ（第12ステージ）、セーアン・クラーウアナスン（第14,19ステージ）
- フレッシュ・ワロンヌ 優勝 マルク・ヒルシ
- ビンクバンク・ツアー 区間優勝 セーアン・クラーウアナスン（第4ステージ・個人タイムトライアル）
- ジロ・デ・イタリア 区間優勝 ジェイ・ヒンドレー（英語版）（第18ステージ）

### 2021年
- パリ〜ニース 区間優勝 ケース・ボル（英語版）（第2ステージ）
- ツール・ド・ポローニュ 区間優勝 ニキアス・アルント（第5ステージ）
- ブエルタ・ア・エスパーニャ
  -  山岳賞 マイケル・ストーラー（英語版）（第7,10ステージ優勝）
  - 区間優勝 ロマン・バルデ（第14ステージ）

### 2022年
- ツアー・オブ・ターキー 区間優勝 サム・ウェルスフォード（英語版）（第5ステージ）
- ツアー・オブ・ジ・アルプス  総合優勝　ロマン・バルデ
- ジロ・デ・イタリア 区間優勝 アルベルト・ダイネーゼ（英語版）（第11ステージ）

## 2022年陣容
2022年6月29日更新
| 選手名                               | 国籍           | 生年月日               | 前年所属チーム            |
| ------------------------------------ | -------------- | ---------------------- | ------------------------- |
| ティメン・アレンスマン               | オランダ       | 1999年12月4日（25歳）  |                           |
| ニキアス・アルント                   | ドイツ         | 1991年11月18日（33歳） |                           |
| ロマン・バルデ                       | フランス       | 1990年11月9日（34歳）  |                           |
| パベル・ビットナー (8/1から)         | チェコ         | 2002年10月29日（22歳） | Development Team DSM      |
| ケース・ボル                         | オランダ       | 1995年7月27日（29歳）  |                           |
| マルコ・ブレナー                     | ドイツ         | 2002年8月27日（22歳）  |                           |
| ロマン・コンボー                     | フランス       | 1991年4月1日（33歳）   |                           |
| アルベルト・ダイネーゼ               | ドイツ         | 1985年6月9日（39歳）   |                           |
| ジョン・デゲンコルプ                 | ドイツ         | 1989年1月7日（36歳）   | ロット・ソウダル          |
| ニコ・デンツ                         | ドイツ         | 1985年6月9日（39歳）   |                           |
| マーク・ドノヴァン                   | イタリア       | 1998年3月25日（26歳）  |                           |
| ニルス・エーコフ                     | オランダ       | 1998年1月23日（27歳）  |                           |
| クリス・ハミルトン                   | オーストラリア | 1995年5月18日（29歳）  |                           |
| レオン・ハインシュケ                 | ドイツ         | 1999年11月8日（25歳）  | Development Team DSM      |
| ヨーナスイヴァースビ・ヴィーデバーグ | ノルウェー     | 1999年2月9日（26歳）   | Uno-X Pro Cycling Team    |
| アスビャアン・クラーウアナスン       | デンマーク     | 1992年4月9日（32歳）   |                           |
| セーアン・クラーウアナスン           | デンマーク     | 1994年8月10日（30歳）  |                           |
| アンドレアス・レックネスン           | ノルウェー     | 1999年5月21日（25歳）  |                           |
| ニクラス・メルクル                   | オランダ       | 1999年3月3日（26歳）   |                           |
| マリウス・マイヤーホーファー         | ドイツ         | 2000年9月18日（24歳）  | Development Team DSM      |
| ティム・ナベルマン                   | オランダ       | 1999年5月11日（25歳）  | Development Team DSM      |
| ヨリス・ニューウノイス               | オランダ       | 1996年11月11日（28歳） |                           |
| カスパー・ピーダスン                 | デンマーク     | 1996年3月15日（28歳）  |                           |
| フレズレク・ローゼンベアウ           | デンマーク     | 1998年1月22日（27歳）  | Uno-X Pro Cycling Team    |
| フロリアン・シュトーク               | ドイツ         | 1997年2月28日（28歳）  |                           |
| マルティン・トゥースフェルト         | オランダ       | 1993年9月9日（31歳）   |                           |
| カスパー・ファン・ウーデン (8/1から) | オランダ       | 2001年7月22日（23歳）  | Development Team DSM      |
| ヘンリ・ヴァンデナベーレ             | ベルギー       | 2000年4月15日（24歳）  | Development Team DSM      |
| ケヴィン・ヴェルマーケ               | アメリカ合衆国 | 2000年8月16日（24歳）  |                           |
| サム・ウェルズフォード               | オーストラリア | 1996年1月19日（29歳）  | Pro Racing Sunshine Coast |

## 歴代陣容
| 2021年陣容                     | 2021年陣容     | 2021年陣容             | 2021年陣容                      |
| 選手名                         | 国籍           | 生年月日               | 前年所属チーム                  |
| ------------------------------ | -------------- | ---------------------- | ------------------------------- |
| ティメン・アレンスマン         | オランダ       | 1999年12月4日（25歳）  |                                 |
| ニキアス・アルント             | ドイツ         | 1991年11月18日（33歳） |                                 |
| ロマン・バルデ                 | フランス       | 1990年11月9日（34歳）  | AG2R・ラ・モンディアル          |
| ティシュ・ベノート             | ベルギー       | 1994年3月11日（31歳）  |                                 |
| ケース・ボル                   | オランダ       | 1995年7月27日（29歳）  |                                 |
| マルコ・ブレナー               | ドイツ         | 2002年8月27日（22歳）  | LV Auto Eder-Bayern             |
| ロマン・コンボー               | フランス       | 1991年4月1日（33歳）   | NIPPO・デルコ・ワンプロヴァンス |
| アルベルト・ダイネーゼ         | ドイツ         | 1985年6月9日（39歳）   |                                 |
| ニコ・デンツ                   | ドイツ         | 1985年6月9日（39歳）   |                                 |
| マーク・ドノヴァン             | イタリア       | 1998年3月25日（26歳）  |                                 |
| ニルス・エーコフ               | オランダ       | 1998年1月23日（27歳）  |                                 |
| フェリックス・ガル             | オーストリア   | 1998年2月27日（27歳）  |                                 |
| チャド・ヘイガ                 | アメリカ合衆国 | 1988年8月26日（36歳）  |                                 |
| クリス・ハミルトン             | オーストラリア | 1995年5月18日（29歳）  |                                 |
| ジャイ・ヒンドリー             | オーストラリア | 1996年5月21日（28歳）  |                                 |
| マックス・カンター             | ドイツ         | 1997年10月22日（27歳） |                                 |
| アスビャアン・クラーウアナスン | デンマーク     | 1992年4月9日（32歳）   |                                 |
| セーアン・クラーウアナスン     | デンマーク     | 1994年8月10日（30歳）  |                                 |
| アンドレアス・レックネスン     | ノルウェー     | 1999年5月21日（25歳）  | Uno-X Pro Cycling Team          |
| ニクラス・メルクル             | オランダ       | 1999年3月3日（26歳）   | Development Team Sunweb         |
| ヨリス・ニューウノイス         | オランダ       | 1996年11月11日（28歳） |                                 |
| カスパー・ピーダスン           | デンマーク     | 1996年3月15日（28歳）  |                                 |
| ニコラス・ロッシュ             | アイルランド   | 1984年7月3日（40歳）   |                                 |
| マルティン・ザルモン           | ドイツ         | 1997年10月29日（27歳） |                                 |
| マイケル・ストーラー           | オーストラリア | 1997年2月28日（28歳）  |                                 |
| フロリアン・シュトーク         | ドイツ         | 1997年2月28日（28歳）  |                                 |
| ヤッシャ・ズッタリン           | ドイツ         | 1992年11月4日（32歳）  |                                 |
| マルティン・トゥースフェルト   | オランダ       | 1993年9月9日（31歳）   |                                 |
| イラン・ヴァンウィルデル       | ベルギー       | 2000年5月14日（24歳）  |                                 |
| ケヴィン・ヴェルマーケ         | アメリカ合衆国 | 2000年8月16日（24歳）  |                                 |

| 2020年陣容                       | 2020年陣容     | 2020年陣容             | 2020年陣容              |
| 選手名                           | 国籍           | 生年月日               | 前年所属チーム          |
| -------------------------------- | -------------- | ---------------------- | ----------------------- |
| テイメン・アレンスマン (7/1から) | オランダ       | 1999年12月4日（25歳）  | SEGレーシングアカデミー |
| ニキアス・アルント               | ドイツ         | 1991年11月18日（33歳） |                         |
| ティシュ・ベノート               | ベルギー       | 1994年3月11日（31歳）  | ロット・ソウダル        |
| ケース・ボル                     | オランダ       | 1995年7月27日（29歳）  |                         |
| アルベルト・ダイネーゼ           | ドイツ         | 1985年6月9日（39歳）   |                         |
| ニコ・デンツ                     | ドイツ         | 1985年6月9日（39歳）   | AG2R・ラ・モンディアル  |
| マーク・ドノヴァン               | イタリア       | 1998年3月25日（26歳）  | SEGレーシングアカデミー |
| ニルス・エークホフ               | オランダ       | 1998年1月23日（27歳）  | Development Team Sunweb |
| フェリックス・ゴール             | オーストリア   | 1998年2月27日（27歳）  | Development Team Sunweb |
| チャド・ヘイガ                   | アメリカ合衆国 | 1988年8月26日（36歳）  |                         |
| クリス・ハミルトン               | オーストラリア | 1995年5月18日（29歳）  |                         |
| ジェイ・ヒンドレー               | オーストラリア | 1996年5月21日（28歳）  |                         |
| マルク・ヒルシ                   | スイス         | 1998年8月24日（26歳）  |                         |
| マックス・カンター               | ドイツ         | 1997年10月22日（27歳） |                         |
| ウィルコ・ケルデルマン           | オランダ       | 1991年3月25日（33歳）  |                         |
| アスビャアン・クラーウアナスン   | デンマーク     | 1992年4月9日（32歳）   |                         |
| セーアン・クラーウアナスン       | デンマーク     | 1994年8月10日（30歳）  |                         |
| マイケル・マシューズ             | オーストラリア | 1990年9月26日（34歳）  |                         |
| ヨリス・ニューエンハイス         | オランダ       | 1996年11月11日（28歳） |                         |
| サム・オーメン                   | オランダ       | 1995年8月15日（29歳）  |                         |
| カスパー・ピーダスン             | デンマーク     | 1996年3月15日（28歳）  | アクア・ブルースポーツ  |
| ロブ・パワー                     | オーストラリア | 1995年5月11日（29歳）  |                         |
| ニコラス・ロッシュ               | アイルランド   | 1984年7月3日（40歳）   |                         |
| マーティン・セルモン             | ドイツ         | 1997年10月29日（27歳） | Development Team Sunweb |
| マイケル・ストーラー             | オーストラリア | 1997年2月28日（28歳）  |                         |
| フロリアン・ストーク             | ドイツ         | 1997年2月28日（28歳）  |                         |
| ヤシャ・ズッタリン               | ドイツ         | 1992年11月4日（32歳）  | モビスター・チーム      |
| マーティン・トゥスフェルト       | オランダ       | 1993年9月9日（31歳）   |                         |
| イラン・ファンワイルダー         | ベルギー       | 2000年5月14日（24歳）  | Lotto–Soudal U23        |
| ケヴィン・ヴェルマーケ (8/1から) | アメリカ合衆国 | 2000年8月16日（24歳）  | Hagens Berman Axeon     |

| 2019年陣容                     | 2019年陣容     | 2019年陣容             | 2019年陣容                         |
| 選手名                         | 国籍           | 生年月日               | 前年所属チーム                     |
| ------------------------------ | -------------- | ---------------------- | ---------------------------------- |
| ニキアス・アルント             | ドイツ         | 1991年11月18日（33歳） |                                    |
| ヤン・バークランツ             | ベルギー       | 1986年2月14日（39歳）  | AG2R・ラ・モンディアル             |
| セース・ボル                   | オランダ       | 1995年7月27日（29歳）  | SEGレーシングアカデミー            |
| ロイ・クルフェルス             | オランダ       | 1979年12月27日（45歳） |                                    |
| トム・デュムラン               | オランダ       | 1990年11月11日（34歳） |                                    |
| ヨハネス・フレーリンガー       | ドイツ         | 1985年6月9日（39歳）   |                                    |
| チャド・ハガ                   | アメリカ合衆国 | 1988年8月26日（36歳）  |                                    |
| クリス・ハミルトン             | オーストラリア | 1995年5月18日（29歳）  |                                    |
| ジャイ・ヒンドリー             | オーストラリア | 1996年5月21日（28歳）  |                                    |
| マルク・ヒルシ                 | スイス         | 1998年8月24日（26歳）  | デヴェロップメントチームサンウェブ |
| レナート・ケムナ               | ドイツ         | 1996年9月9日（28歳）   |                                    |
| マックス・カンター             | ドイツ         | 1997年10月22日（27歳） | デヴェロップメントチームサンウェブ |
| ウィルコ・ケルデルマン         | オランダ       | 1991年3月25日（33歳）  |                                    |
| アスビャアン・クラーウアナスン | デンマーク     | 1992年4月9日（32歳）   | チームワオー                       |
| ソーレンクラーク・アンデルセン | デンマーク     | 1994年8月10日（30歳）  |                                    |
| マイケル・マシューズ           | オーストラリア | 1990年9月26日（34歳）  |                                    |
| ヨリス・ニューエンハイス       | オランダ       | 1996年11月11日（28歳） | デヴェロップメントチームサンウェブ |
| サム・オーメン                 | オランダ       | 1995年8月15日（29歳）  |                                    |
| カスパー・ピーダスン           | デンマーク     | 1996年3月15日（28歳）  | アクア・ブルースポーツ             |
| ロバート・パワー               | オーストラリア | 1995年5月11日（29歳）  | ミッチェルトン・スコット           |
| ニコラス・ロッシュ             | アイルランド   | 1984年7月3日（40歳）   | BMCレーシングチーム                |
| マイケル・ストアラー           | オーストラリア | 1997年2月28日（28歳）  |                                    |
| フロリアン・ストーク           | ドイツ         | 1997年2月28日（28歳）  | デヴェロップメントチームサンウェブ |
| マルティン・トゥースフェルト   | オランダ       | 1993年9月9日（31歳）   |                                    |
| ルイ・ヴルヴァーク             | ベルギー       | 1993年11月6日（31歳）  |                                    |
| マックス・ヴァルシャイト       | ドイツ         | 1993年6月13日（31歳）  |                                    |

| 2018年陣容                     | 2018年陣容     | 2018年陣容             | 2018年陣容                                 | 2018年陣容 |
| 選手名                         | 国籍           | 生年月日               | 前年所属チーム                             |            |
| ------------------------------ | -------------- | ---------------------- | ------------------------------------------ | ---------- |
| ソーレンクラーク・アンデルセン | デンマーク     | 1994年8月10日（30歳）  |                                            |            |
| ニキアス・アルント             | ドイツ         | 1991年11月18日（33歳） |                                            |            |
| フィル・バウハウス             | ドイツ         | 1994年7月8日（30歳）   |                                            |            |
| ロイ・クルフェルス             | オランダ       | 1979年12月27日（45歳） |                                            |            |
| トム・デュムラン               | オランダ       | 1990年11月11日（34歳） |                                            |            |
| ヨハネス・フレーリンガー       | ドイツ         | 1985年6月9日（39歳）   |                                            |            |
| シモン・ゲシュケ               | ドイツ         | 1986年3月13日（38歳）  |                                            |            |
| チャド・ハガ                   | アメリカ合衆国 | 1988年8月26日（36歳）  |                                            |            |
| クリス・ハミルトン             | オーストラリア | 1995年5月18日（29歳）  |                                            |            |
| ジャイ・ヒンドリー             | オーストラリア | 1996年5月21日（28歳）  | ミッチェルトン・スコット（コンチネンタル） |            |
| レナート・ホフステッド         | オランダ       | 1994年12月29日（30歳） |                                            |            |
| ウィルコ・ケルデルマン         | オランダ       | 1991年3月25日（33歳）  |                                            |            |
| レナート・ケムナ               | ドイツ         | 1996年9月9日（28歳）   |                                            |            |
| マイケル・マシューズ           | オーストラリア | 1990年9月26日（34歳）  |                                            |            |
| サム・オーメン                 | オランダ       | 1995年8月15日（29歳）  |                                            |            |
| トム・スタムスナイダー         | オランダ       | 1985年5月15日（39歳）  |                                            |            |
| マイケル・ストアラー           | オーストラリア | 1997年2月28日（28歳）  | ミッチェルトン・スコット（コンチネンタル） |            |
| ラウレンス・テン・ダム         | オランダ       | 1980年11月13日（44歳） |                                            |            |
| マイク・テウニッセン           | オランダ       | 1992年8月25日（32歳）  |                                            |            |
| エドワード・トゥーンス         | ベルギー       | 1991年4月30日（33歳）  | トレック・セガフレード                     |            |
| マルティン・トゥースフェルト   | オランダ       | 1993年9月9日（31歳）   | ロームポット・ネーデルランゼロタレイ       |            |
| ルイ・ヴルヴァーク             | ベルギー       | 1993年11月6日（31歳）  | ロット・ソウダル                           |            |
| マックス・ヴァルシャイト       | ドイツ         | 1993年6月13日（31歳）  |                                            |            |

| 2017年陣容                     | 2017年陣容     | 2017年陣容             | 2017年陣容                           | 2017年陣容                       |
| 選手名                         | 国籍           | 生年月日               | 前年所属チーム                       | 翌年所属チーム                   |
| ------------------------------ | -------------- | ---------------------- | ------------------------------------ | -------------------------------- |
| ソーレンクラーク・アンデルセン | デンマーク     | 1994年8月10日（30歳）  |                                      |                                  |
| ニキアス・アルント             | ドイツ         | 1991年11月18日（33歳） |                                      |                                  |
| ワレン・バルギル               | フランス       | 1991年10月28日（33歳） |                                      | フォルトゥネオ・サムシック       |
| フィル・バウハウス             | ドイツ         | 1994年7月8日（30歳）   | ボーラ・アルゴン18                   |                                  |
| ロイ・クルフェルス             | オランダ       | 1979年12月27日（45歳） |                                      |                                  |
| ベルト・デ・バッケル           | ベルギー       | 1984年4月2日（40歳）   |                                      | チーム ヴィタルコンセプト        |
| トム・デュムラン               | オランダ       | 1990年11月11日（34歳） |                                      |                                  |
| ヨハネス・フレーリンガー       | ドイツ         | 1985年6月9日（39歳）   |                                      |                                  |
| シモン・ゲシュケ               | ドイツ         | 1986年3月13日（38歳）  |                                      |                                  |
| チャド・ハガ                   | アメリカ合衆国 | 1988年8月26日（36歳）  |                                      |                                  |
| クリス・ハミルトン             | オーストラリア | 1995年5月18日（29歳）  | アヴァンティ・アイソウェイ・スポーツ |                                  |
| レナート・ホフステッド         | オランダ       | 1994年12月29日（30歳） | ラボバンク・デベロップメント・チーム |                                  |
| ウィルコ・ケルデルマン         | オランダ       | 1991年3月25日（33歳）  | チーム・ロットNL・ユンボ             |                                  |
| レナート・ケムナ               | ドイツ         | 1996年9月9日（28歳）   | ストールティングサービスグループ     |                                  |
| マイケル・マシューズ           | オーストラリア | 1990年9月26日（34歳）  | オリカ・バイクエクスチェンジ         |                                  |
| サム・オーメン                 | オランダ       | 1995年8月15日（29歳）  |                                      |                                  |
| ゲオルク・プライドラー         | オーストリア   | 1990年6月17日（34歳）  |                                      | エフデジ                         |
| ラモン・シンケルダム           | オランダ       | 1989年2月9日（36歳）   |                                      | エフデジ                         |
| シンドレ・ショースタッドルンケ | ノルウェー     | 1993年4月17日（31歳）  |                                      | フォルトゥネオ・サムシック       |
| トム・スタムスナイダー         | オランダ       | 1985年5月15日（39歳）  |                                      |                                  |
| ラウレンス・テン・ダム         | オランダ       | 1980年11月13日（44歳） |                                      |                                  |
| マイク・テウニッセン           | オランダ       | 1992年8月25日（32歳）  | チーム・ロットNL・ユンボ             |                                  |
| アルベルト・ティマー           | オランダ       | 1985年6月13日（39歳）  |                                      | 引退                             |
| ジーコ・ワイテンス             | ベルギー       | 1991年9月29日（33歳）  |                                      | ヴェランダスウィレムス・クレラン |
| マックス・ヴァルシャイト       | ドイツ         | 1993年6月13日（31歳）  |                                      |                                  |

| 2012年陣容                   | 2012年陣容   | 2012年陣容     | 2012年陣容                 |
| 選手名                       | 国籍         | 生年月日       | 前年所属チーム             |
| ---------------------------- | ------------ | -------------- | -------------------------- |
| トマ・ボナン                 | フランス     | 1989年5月10日  |                            |
| ロイ・キュルヴェルス         | オランダ     | 1979年12月27日 |                            |
| トマ・ダミュゾー             | フランス     | 1989年3月18日  |                            |
| ベルト・デ・バッケル         | ベルギー     | 1984年4月2日   |                            |
| クン・デ・コルト             | オランダ     | 1982年9月8日   |                            |
| ヨーン・デーゲンコルプ       | ドイツ       | 1989年1月7日   | チーム・HTC - ハイロード   |
| 土井雪広                     | 日本         | 1983年9月18日  |                            |
| ヨハネス・フレーリンガー     | ドイツ       | 1985年6月9日   |                            |
| アレクサンドル・ジュニエズ   | フランス     | 1988年4月16日  |                            |
| シモン・ゲシュケ             | ドイツ       | 1986年3月13日  |                            |
| パトリック・グレチュ         | ドイツ       | 1987年4月7日   | チーム・HTC - ハイロード   |
| ヤン・ユゲ                   | フランス     | 1984年5月2日   |                            |
| ティエリ・ユポン             | フランス     | 1984年11月10日 |                            |
| 計成                         | 中国         | 1987年7月15日  |                            |
| マルセル・キテル             | ドイツ       | 1988年5月11日  |                            |
| ドミニク・クレメ             | ドイツ       | 1986年10月31日 | レオパルド・トレック       |
| ローガー・クルーゲ           | ドイツ       | 1986年2月5日   |                            |
| トビアス・ルドヴィグソン     | スウェーデン | 1991年2月22日  | チーム・サイケルシティ     |
| ラモン・シンケルダム         | オランダ     | 1989年2月9日   | ラボバンク・コンチネンタル |
| マテュー・スプリック         | フランス     | 1981年9月29日  |                            |
| トム・スタムスナイダー       | オランダ     | 1985年5月15日  | レオパルド・トレック       |
| アルベルト・ティマー         | オランダ     | 1985年6月13日  |                            |
| ロナン・ファン・ザンドベーク | オランダ     | 1988年9月27日  |                            |
| トム・フェーレルス           | オランダ     | 1984年9月14日  |                            |

| 2011年陣容                   | 2011年陣容     | 2011年陣容     | 2011年陣容                          | 2011年陣容             |
| 選手名                       | 国籍           | 生年月日       | 前年所属チーム                      | 翌年所属チーム         |
| ---------------------------- | -------------- | -------------- | ----------------------------------- | ---------------------- |
| トマ・ボナン                 | フランス       | 1989年5月10日  | AG2R - ラ・モンディアル(トレーニー) |                        |
| ロビン・シェニョー           | オランダ       | 1988年9月2日   |                                     | Koga Cycling Team      |
| ロイ・キュルヴェルス         | オランダ       | 1979年12月27日 |                                     |                        |
| トマ・ダミュゾー             | フランス       | 1989年3月18日  | トレーニーより昇格                  |                        |
| ベルト・デ・バッケル         | ベルギー       | 1984年4月2日   |                                     |                        |
| クン・デ・コルト             | オランダ       | 1982年9月8日   |                                     |                        |
| ミッチェル・ドッカー         | オーストラリア | 1986年10月2日  |                                     | オリカ・グリーンエッジ |
| 土井雪広                     | 日本           | 1983年9月18日  |                                     |                        |
| 韓鋒                         | 中国           | 1985年12月14日 |                                     | 未定                   |
| ヨハネス・フレーリンガー     | ドイツ         | 1985年6月9日   | チーム・ミルラム                    |                        |
| アレクサンドル・ジュニエズ   | フランス       | 1988年4月16日  |                                     |                        |
| シモン・ゲシュケ             | ドイツ         | 1986年3月13日  |                                     |                        |
| ヤン・ユゲ                   | フランス       | 1984年5月2日   |                                     |                        |
| ティエリ・ユポン             | フランス       | 1984年11月10日 |                                     |                        |
| 計成                         | 中国           | 1987年7月15日  |                                     |                        |
| マルセル・キッテル           | ドイツ         | 1988年5月11日  | テュリンガー・エネルギー・チーム    |                        |
| ローガー・クルーゲ           | ドイツ         | 1986年2月5日   | チーム・ミルラム                    |                        |
| マルティン・ライマー         | ドイツ         | 1987年6月14日  | サーヴェロ・テストチーム            | 未定                   |
| マテュー・スプリック         | フランス       | 1981年9月29日  | Bbox - ブイグ・テレコム             |                        |
| アルベルト・ティマー         | オランダ       | 1985年6月13日  |                                     |                        |
| ケニー・ファン・ヒュメル     | オランダ       | 1982年9月30日  |                                     | ヴァカンソレイユ・DCM  |
| ロナン・ファン・ザンドベーク | オランダ       | 1988年9月27日  | トレーニーより昇格                  |                        |
| トム・フェーレルス           | オランダ       | 1984年9月14日  |                                     |                        |

## 注
1. ↑  2005年度メンバー一覧
2. ↑  プロジェクト１ｔ４ｉ(旧スキル・シマノ)が新ジャージと自転車を発表 サイクルスポーツ 2011年10月17日付
3. ↑  公式アカウントによるツイート
4. ↑  “DSMがタイトルスポンサーの合併に伴い「チームDSM・フィルメニッヒ」にチーム名を変更”. 2023年7月3日閲覧。
5. ↑  Team DSM 2022
6. ↑  Team DSM 2021
7. ↑  Team Sunweb 2020
8. ↑  デュムラン、マシューズがビッグタイトル目指し始動　チーム サンウェブ 2019年シーズン展望
9. ↑  デュムランを筆頭にタレントがそろう　チーム サンウェブ 2018年シーズン展望
10. ↑  チームサンウェブ2017 ドイツのチームサンウェブが2017年のジャージデザインと体制を発表